# وحید امیرخانی
وحید امیرخانی (متولد ۱۳۶۰، تهران) کارگردان و فیلم‌نامه‌نویس اهل ایران و فارغ التحصیل رشته کارگردانی سینما از دانشگاه هنر تهران است.
امیرخانی نخستین فیلم بلند سینمایی خود را در سال ۱۳۹۳ در ژانر کمدی با عنوان «در مدت معلوم» کارگردانی کرد که بخاطر سوژه حاشیه‌ساز آن از جشنواره فیلم فجر کنار گذاشته شد. این فیلم اما در گیشه سینماها با اقبال بسیار مخاطبان همراه شد.

## فیلم شناسی

### کارگردان مستند
- لبیک (۱۳۹۲)[۲]

### کارگردانی سینما
- شاه‌کش (۱۳۹۶)
- در مدت معلوم (فی المدت المعلوم) (۱۳۹۳)

### نویسنده
- شاه‌کش (۱۳۹۶)

### کارگردانی سریال
شرایط خاص (مجموعه تلویزیونی) (۱۳۹۸)